# Уэлти, Юдора
Юдора Элис Уэлти (англ. Eudora Alice Welty; 13 апреля 1909, Джексон, штат Миссисипи — 23 июля 2001, там же) — американская писательница и фотограф.

## Биография
Своё имя будущая писательница получила в честь двух бабушек — Юдоры Эндрюс и Элис Уэлти. После рождения девочки мать Честина Эндрюс Уэлти (1883—1966) навсегда оставила учительство и занималась домом и воспитанием детей. У Юдоры было два младших брата. Отец семейства Кристиан Уэбб Уэлти (1879—1931) всю жизнь проработал в страховой компании «Ламар Лайф», пройдя путь от страхового агента до управляющего. В семье любили книги и не жалели денег на их приобретение. Чтение было любимым занятием девочки. Юдора росла в атмосфере любви и достатка.
Своё образование Юдора Уэлти начала в Женском университете штата Миссисипи (англ. Mississippi University for Women). Проучившись там год, она продолжила учёбу в университете Висконсин-Мэдисон, а затем училась в школе бизнеса Колумбийского университета, окончив её в 1930 году.
После смерти отца 1931 Юдоре пришлось оставить Нью-Йорк и вернуться в Джексон, где она работала репортером в агентстве Управления общественных работ (Works Progress Administration), обеспечивавшем проведение общественных работ в рамках Нового курса президента Рузвельта. Работа заставляла её ездить по всему Миссисипи, писать заметки и делать фотографии, так она узнала все 82 округа штата. Увлечением Юдоры была фотография. В результате этих поездок были сделаны сотни фотографий, позже приобретенные отделом истории и архивов штата (англ. the Mississippi Department of Archives and History).
Некоторые из этих фотографий Юдора Уэлти, с разрешения отдела истории и архивов, издала. Так появились два альбома «Время и место, Миссисипи во время Депрессии» (англ. One Time, One Place. Mississippi in the Depression. A Snapshot Album; 1994) и «Сельские кладбища» (англ. Country Churchyards; 2000).
В 1936 году опубликовала первый рассказ, «Смерть коммивояжёра» (англ. Death of a Traveling Salesman), привлёкший внимание Кэтрин Энн Портер, ставшей для Уэлти наставником и написавшей предисловие к первому сборнику рассказов Уэлти «Зелёный занавес» (англ. A Curtain of Green; 1941).
За роман «Дочь оптимиста» (англ. The Optimist's Daughter; 1972) Уэлти была удостоена Пулитцеровской премии. Другие известные романы Уэлти — «Помолвка в Дельте» (англ. Delta Wedding; 1946) и «Проигранные битвы» (англ. Losing Battles; 1971).
В 1986 году была удостоена Национальной медали США в области искусств.
В 1992 году была награждена Национальной гуманитарной медалью США.
С восторженным эссе о творчестве Уэлти выступил писатель Гай Давенпорт. По имени Юдоры Уэлти назван почтовый клиент Eudora Mail, создатели которого находились под впечатлением рассказа писательницы «Почему я живу на почте» (англ. Why I Live at the P.O.).

## На русском языке
- Уэлти, Юдора Дочь оптимиста. Рассказы. М.: Прогресс, 1975
- Уэлти, Юдора Золотой дождь. Рассказы./ пер. с англ. Предисл. Т.Венедиктовой. Сост. Л.Беспаловой.- М.: «Известия», 1989.- 192 с.
- Портер К. Э. Повести. Рассказы. Уэлти Ю. Дочь оптимиста. Рассказы: Пер. с англ./Составил. И.Архангельской; Предисл. А.Зверева. — М.: Радуга, 1991. — 911 с. (библиотека литературы США)